# Komintern
 Der er for få eller ingen kildehenvisninger i denne artikel, hvilket er et problem. Du kan hjælpe ved at angive troværdige kilder til de påstande, som fremføres i artiklen.

Komintern eller Kommunistisk Internationale (forkortet KI eller Tredje Internationale) var en international sammenslutning af kommunistiske partier. Organisationen blev grundlagt i 1919 på den sovjetiske statsleder Lenins initiativ og som modvægt til den Anden Internationale, der var præget af europæiske socialdemokrater.
Organisationen var en af de vigtigste i første halvdel af det 20. århundrede. Det oprindelige mål for organisationen var en verdensomspændende revolution. Efter at Stalin kom til magten i 1922, blev organisationen, der lige fra sin stiftelse havde været domineret af Sovjetunionen, til en organisation, der kun havde til formål at tjene sovjetiske interesser.

## Baggrund for oprettelse
Baggrunden for oprettelsen af den tredje internationale var en konsekvens af en længere strid mellem reformkræfter og mere principfaste, konservative kræfter i det socialistiske miljø. Striden gik helt tilbage til de første socialistiske bevægelser, hvilket kan ses i Første Internationale og Anden Internationale. Stridens kerne er det klassiske socialistisk/kommunistiske dilemma, om revolutionen opnås ad fredelig demokratisk vej eller ved den hårde, voldelige metode.
Den anden Internationale, der var blevet oprettet i 1889, blev i kommunistisk optik diskrediteret, da de europæiske socialdemokrater droppede samarbejdet over grænserne til fordel for nationale interesser. De tyske, engelske og franske socialdemokrater erklærede borgfred med deres tidligere fjender, de borgerlige partier, og svigtede ifølge kommunisterne principperne om at kæmpe for arbejdere i alle lande.
Især ansporet af den russiske oktoberrevolution 1917 begyndte arbejdet med planerne om en ny grænseoverskridende sammenslutning af socialister. Lenins aprilteser og hans senere opfordring i forbindelse med hans vellykkede oktoberrevolution prædikede et tættere samarbejde mellem proletarer og arbejdere. Dermed kunne man ifølge Lenin forhindre endnu en krig, en krig som Lenin alene holdt borgerskabets kapitalisme ansvarlig for.
Efter 1. verdenskrig var der i marts 1919 stiftende kongres i Moskva med deltagelse af kommunistiske organisationer fra 29 lande. Det meget store og betydningsfulde tyske kommunistparti var dog ikke særlig interesseret i oprettelsen af en tredje internationale under det, tyskerne måtte opfatte som sovjetisk ledelse.
Presset af andre europæiske partier gav tyskerne sig dog, og oprettelsen var en realitet. Den sovjetiske kommunist Grigorij Zinovjev blev valgt til formand.

## Op- og nedtur for verdensrevolutionen
Efter oprettelsen skød mange nye kommunistiske organisationer op i Europa, og de blev hurtigt underlagt Komintern. Det gjaldt blandt andet Danmarks Kommunistiske Parti, der var en sektion af Komintern. Der var i de kommunistiske miljøer en meget positiv stemning, og mange mente, at verdensrevolutionen var en særdeles realistisk mulighed, nu hvor borgerskabet efter deres mening i den grad havde blameret sig.
Hurtigt begyndte den gamle strid mellem reformistiske og konservative kræfter i det socialistiske miljø dog at blusse op igen. Da den kommunistiske Spartakusopstand i Tyskland mislykkedes, og fascisterne overtog magten i Italien i 1922, var håbet om en verdensrevolution svundet ganske betragteligt.

## Stalin griber ind
Som et tegn på Stalins stigende magt blev Grigorij Zinovjev afsat af Stalin i 1926. Det indledte en periode, hvor Komintern helt blev Sovjetunionens forlængede arm, og det var nu Stalins kommunistiske fortolkning, som dikterede Kominterns politik. Socialdemokraterne blev udråbt som hovedfjenden, fordi de stod i vejen for den voldelige kommunistiske revolution. Bl.a. derfor så Komintern ikke fascismens fremkomst som noget problem, og man bifaldt sågar Hitlers forbud mod det tyske Socialdemokrati i Nazi-Tyskland.
På Kominterns kongres i 1935 reviderede organisationen strategien over for socialdemokraterne og fascismen og åbnede muligheden for samarbejde med socialdemokrater og moderate borgerlige under en folkefrontsparole. Reelt skete der imidlertid ingen større ændring i Kominterns strategi.
Efter indgåelse af Molotov-Ribbentrop-pagten i 1939 forsvarede Komintern indædt denne indtil Tysklands angreb i 1941.
Komintern blev nedlagt i 1943, fordi Stalin ønskede at tækkes de vestallierede, der så med mistro på en organisation, der havde til formål at undergrave de vestlige demokratier. Arbejdet blev dog videreført gennem andre organisationer. Det drejede sig først og fremmest om Centralkomiteens Internationale Afdeling (SUKP CK IA), der fungerede indtil 1991, samt Kominform, der virkede fra 1946 til 1956. Personalet fra Komintern blev flyttet med over i de nye organisationer. Det drejede sig bl.a. om Boris Ponomarjov, medlem af Kominterns eksekutivkomite fra 1936-1943, der ledede Kominform fra 1946 til 1949, og i starten af 1950'erne blev chef for den Internationale Afdeling.

## Deltagende ved den stiftende kongres i 1919
| - Spartakusforbundet (Tyskland) - Kommunistpartiet (Bolshevik) Sovjetunionen - Det østrigske kommunistparti - Det ungarske kommunistparti - Det finske kommunistparti - Det polske kommunistparti - Det estiske kommunistparti - Det lettiske kommunistparti - Det litauiske kommunistparti - Det hviderussiske kommunistparti - Det ukrainske kommunistparti - Revolutionære dele af det Tjekkiske SocialdemokratiParty - Det bulgarske socialdemokrati (Tesnjaki) - Det rumænske socialdemokrati - Venstrefløjen af det serbiske socialdemokrati - Sveriges Socialdemokratiska Vänsterparti (Vänsterpartiet) fra Sverige - Det norske Arbeiderparti - Fra Danmark, gruppen Klassenkampen - Det hollandske kommunistparti - De revolutionære dele af Det belgiske arbejderparti (forløberen for de belgiske kommunister) | - Grupper og organisationer indenfor franske socialister og syndikalister - Venstre del af det schweiziske socialdemokrati - Det italienske socialist parti - Revolutionære dele af de spanske socialister - Revolutionære dele afportugisiske socialister - Det britiske socialist parti - Det socialistiske Labour fra England - Industrial Workers of the World fra England - Revolutionære dele af arbejderbevægelser i Irland - Revolutionære dele af shop stewards movement England - Det socialistiske Labor parti fra USA - Venstrefløjen fra Det socialistiske parti i USA - Verdens industriarbejdere USA - Verdens industriarbejdere (Australien) - Arbejdernes internationale fagforening (USA) - Socialistgrupper fra Tokyo og Yokohama (Japan - International socialistisk ungdom fra München i Tyskland |